# آزات آرتساخ
آزات آرتساخ، یا آزاط آرتساخ، (به ارمنی: Ազատ Արցախ) (به معنی آرتساخ آزاد) نام روزنامه رسمی جمهوری آرتساخ می‌باشد. این روزنامه از ۱۶ ژوئن ۱۹۲۳ تا کنون، به زبان رسمی این جمهوری، زبان ارمنی، چاپ می‌شود.

## نامگذاری
نام کنونی این روزنامه، آزات آرتساخ، به معنی آزاد آرتساخ، می‌باشد. در گذشته این روزنامه به نام‌های دیگری خوانده می‌شد:
- گغچوک؛ نامی ارمنی به معنی روستائی
- خورهردائین کاراباخ؛ به معنی کاراباخ شوروی
- آرتساخ؛ نام ارمنی قراباغ

## تارنمای روزنامه
تارنمای روزنامه به زبان‌های ارمنی، روسی و انگلیسی می‌باشد.